# Akpınar
Akpınar là một huyện thuộc tỉnh Kırşehir, Thổ Nhĩ Kỳ. Huyện có diện tích 527 km² và dân số thời điểm năm 2007 là 10755 người, mật độ 20 người/km².